# Dębowiec (Rogalin)
Dębowiec – część wsi Rogalin w Polsce, położona w województwie kujawsko-pomorskim, w powiecie sępoleńskim, w gminie Sośno.
W latach 1975–1998 Dębowiec administracyjnie należał do województwa bydgoskiego.